# Луден (Германия)
Луден (нем. Luhden) — община в Германии, в земле Нижняя Саксония.
Входит в состав района Шаумбург. Подчиняется управлению Айльзен. Население составляет 1089 человек (на 31 декабря 2010 года). Занимает площадь 4,35 км².
| Год  | Население |
| ---- | --------- |
| 1990 | 871       |
| 1995 | 1009      |
| 2000 | 1090      |
| 2005 | 1153      |
| 2010 | 1113      |